# Чисте Борське
Чисте Борське (рос. Чистое Борское) — селище в Борському міському окрузі Нижньогородської області Російської Федерації.
Населення становить 1249 осіб. Входить до складу муніципального утворення Міський округ місто Бор.

## Історія
Від 2010 року входить до складу муніципального утворення Міський округ місто Бор.

## Населення
| 2002 | 2010  |
| ---- | ----- |
| 1246 | ↗1249 |